# Åsunden (Västergötland)
Åsunden ist ein See in Västergötland mit einer Fläche von 33 Quadratkilometern. Die Länge von Süden nach Norden beträgt 22 km und die Breite variiert zwischen einem und zweieinhalb Kilometern. Die größte Tiefe beträgt 40 Meter. Der Abfluss des Sees ist der Fluss Ätran.

## Geschichte
Der See ist historisch durch die Schlacht bei Bogesund im Jahre 1520 zwischen Schweden und Dänen auf dem Eis des Sees bekannt. Die Stadt Ulricehamn liegt am nördlichen Ende des Sees.

## Schiffsverkehr
Das aus Eisen gebaute Dampfschiff Munter wurde von Graf Erik Sparre von Torpa bei Ulricehamn für den Passagiertransport auf dem Åsunden 1879 bei Lidköpings Mekaniska Verkstad in Lidköping gebaut. Das Boot wurde 1910 an Åsundens Trafikförening verkauft und an den Yngaren gebracht.